# 胡獻
胡獻（1474年—？），字時臣，直隸揚州興化千戶所軍籍，江西新喻縣人，明朝政治人物。

## 生平
弘治五年（1492年）壬子科應天府鄉試第一百十四名舉人。弘治九年（1496年）中式丙辰科會試第二十名，二甲第十一名進士，改庶吉士，授監察御史。后會同給事中胡易劾監庫中官賀彬貪黷八罪，被下詔獄，貶為獻藍山丞，后升爲宜陽知縣。馬文升屢次推薦，升爲南京都察院經歷。明武宗繼位后，升廣西提學僉事，遷福建提學副使，未及上任而去世。

## 家族
曾祖胡思真；祖父胡世安；父胡讓，保安州判官。母王氏。具庆下。兄時濟、弟時振。

## 延伸阅读
[在维基数据编辑]
 《明史卷一百八十》，出自《明史》